# Янушкевич, Александр
Алекса́ндр Янушке́вич (пол. Aleksander Januszkiewicz; 17 февраля 1872, с. Зарудинцы, Подольская губерния — 24 декабря 1955, Калиш) — польский врач, профессор медицинских наук; председатель Виленского медицинского общества в 1923—1939 годах, ректор Университета Стефана Батория в Вильне в 1930—1932 годах; отец учёного медика Станислава Янушкевича.

## Биография
Родился в селе Зарудинцы Брацлавского уезда Подольской губернии, близ Немирова (ныне Винницкая область Украины). Сын помещика. Окончил гимназию в Немирове (1893), затем учился в Университете Святого Владимира в Киеве (1893—1899). Совершенствовался под руководством профессора В. П. Образцова в 1899—1904 и 1906—1914 годах, а также В. К. Высоковича (1899—1902); кроме того, специализировался в Берлине у профессора Эрнста Виктора фон Лейдена, К. А. Эвальда, Георга Клемперера (1906).
Участвовал в русско-японской войне (1904—1905) и Первой мировой войне. Был награждён орденом Святого Станислава третьей степени с мечами и орденом Святой Анны третьей степени.
С декабря 1919 года обосновался в Варшаве, работал в клинике внутренних болезней. В 1921 году стал профессором ординарным диагностики и общей терапии в Университете Стефана Батория в Вильне. Был продеканом, затем деканом (1921—1923), в 1930—1932 годах — ректором.
Во время Второй мировой войны был консультантом в поликлинике и больницах Вильнюса.
В 1945 году поселился в Калише. В 1948 году вышел на пенсию. Похоронен, в знак признания заслуг, в ректорском одеянии на городском кладбище в Калише.

## Научная деятельность
Докторская диссертация написана на тему «Об алкогольном диурезе» (1910) под научным руководством проф. Ю. П. Лауденбаха. Автор 34 научных работ: „Nadciśnienie tętnicze“ (1929), „Dusznica bolesna a zawał mięśnia sercowego“ (1933), „Zawał mięśnia sercowego jako jednostka kliniczna“ (1938) и других.
Внёс вклад в развитие курорта Друскеники. Был членом редакционных коллегий медицинских изданий „Polskie Archiwum Medycyny Wewnętrznej“ (1924—1955) i „Nowiny Lekarskie“ (1927—1939).
После Второй мировой войны содействовал возобновлению Калишского медицинского общества и до конца жизни оставался его первым повоенным председателем. Собрания общества проводились в его квартире, где Янушкевич устроил также библиотеку общества.
Состоял членом Польской академии знаний с 1950 года.

## Награды
- орденом Святого Станислава третьей степени с мечами
- орденом Святой Анны третьей степени
- Командорским крестом ордена Возрождения Польши (1930)
- Командорским крестом со звездой ордена Святого Саввы (1932)
- Золотым Крестом Заслуги (1952)